# Pilosella galiciana
Pilosella galiciana é uma espécie de planta com flor pertencente à família Asteraceae. 
A autoridade científica da espécie é (Pau) M. Laínz, tendo sido publicada em Anales Jard. Bot. Madrid 39: 413. 1983.

## Portugal
Trata-se de uma espécie presente no território português, nomeadamente em Portugal Continental.
Em termos de naturalidade é endémica da Península Ibérica.

## Protecção
Não se encontra protegida por legislação portuguesa ou da Comunidade Europeia.